# Околелов, Иван Нилович
Иван Нилович Околелов (19 ноября 1916, Липецкий район — 24 сентября 2003) — винодел, советский хозяйственный, государственный и политический деятель, Герой Социалистического Труда. Почётный гражданин Ялты (1998). Ветеран Великой Отечественной войны, майор.

## Биография
Родился 19 ноября 1916 года в Липецкой области в селе Товаро-Никольское в крестьянской семье. Четыре года посещал сельскую школу. Потом его отправили в Елец в фабрично-заводскую семилетку. После Липецкого горнопромышленного училища полтора года трудился на руднике. Затем учился в Воронежском химико-технологическом институте. После окончания института в 1939 году приехал в Крым.
В годы Великой Отечественной войны служил артиллеристом — командиром батареи минометчиков Отдельной Приморской армии, командир 6-й батареи 259-го минометного полка 39-й отдельной минометной бригады резерва главного командования. Командир дивизиона, майор. Войну закончил кавалером многих наград: орден Красной Звезды за Керченско-Эльтигенскую операцию, орден Красного Знамени за Севастополь, орден Отечественной войны I степени за взятие Кенигсберга, орден Александра Невского за переправу в Пиллау.
В 1939—1986 годах — помощник винодела, старший винодел совхоза «Ливадия» Крымской области, винодел винсовхоза «Массандра», главный винодел головного завода винсовхоза «Массандра», главный винодел винодельческого комбината «Массандра» Министерства пищевой промышленности УССР.
Работал долгое время под руководством великого винодела — Александра Александровича Егорова. Околелов стал продолжателем массандровских традиций классического виноделия. За годы работы Ивана Ниловича в должности главного винодела была проведена модернизация Головного предприятия, построен современный цех розлива, узел термической обработки, проведена экономическая оценка всех сортов винограда и упорядочен ассортимент продукции, выпускаемой в «Массандре». Разработаны и утверждены новые марки вин «Алеатико Аю-Даг», «Херес Ореанда», «Бастардо Массандра». На винзаводах комбината «Массандра» создавалась значительная доля марочных вин СССР — 65-67 % от общего количества вырабатываемых вин. В 1969 году 11 маркам вин был присвоен Государственный знак качества. Указом Президиума Верховного Совета СССР от 21 июля 1966 года присвоено звание Героя Социалистического Труда с вручением ордена Ленина и золотой медали «Серп и Молот». Почётный гражданин города Ялта.
Член КПСС.
Жил в Ялте, Киевская улица, 8. Умер в Ялте в 2003 году. Похоронен на Старом городском кладбище Ялты.